# 르네상스 음악

제라드 반 혼토르의 르네상스 음악가들의 콘서트 (1623)

르네상스 음악(Renaissance music)이란 르네상스 시대의 서양 음악으로, 대략 1420년에서 1600년 사이의 음악이다
르네상스라는 말은 원래 '고대문화의 부흥'을 의미하는데, 미술이나 문학의 분야에서는 이 말이 대개 해당되나 음악의 경우는 이러한 뜻에서의 르네상스 음악이란 거의 사용되지 않는다. 그러나 르네상스를 보다 넓은 뜻으로 해석하여, 자유로운 인간의 감정이나 개성에 눈을 떠서 합리적 사고방식이나 조화를 존중하고 명석함을 추구한다고 하는 사회·문화 발전에 걸쳐 볼 수 있는 시대의 특징적 정신이라는 점에서 생각한다면, 15세기 말에서부터 16세기의 음악에는 르네상스라고 할 만한 몇 개의 특징을 찾을 수 .
이 시대의 매끄럽고 순한 선율의 흐름이 확대되고, 이에 따라 새로운 음공간(音空間)이 개척되었는데 이것은 회화에서의 원근법 탐구와도 비할 수 있을 만한 진보였다. 또, 악보 인쇄술의 발명, 정흑백보(定黑白譜) 기보법의 보급, 전통에 구애되지 않는 새로운 음악이론의 탄생은 르네상스 정신의 큰 특징인 합리성이나 표현의 가능성을 추구하는 경향의 출현이라 볼 수 있다.
이와 같은 르네상스의 정신은 이미 14세기의 아르스 노바에도 나타나 있으나, 특히 플랑드르 악파로 통하여 조스캥 데 프레의 음악에서 뚜렷한 형태를 취하여 나타났다. 플랑드르 악파의 작곡가들은 전유럽에 걸쳐 활약하였고, 그들의 성악 폴리포니의 작곡법은 르네상스 음악의 중심적 양식이 되었다. 그러나 이 대위법적인 복잡한 기법은 르네상스 음악에서는 단순한 기교를 위한 기교가 아니라 보다 자연스럽고 인간적인 감정표현과 결부되어 있다는 점에 특징이 있다.
16세기에는 음악의 중심이 점차로 이탈리아로 옮겨져, 여기서 르네상스 정신은 수많은 꽃을 피우기에 이르렀다. 미사, 모테트를 비롯하여 각종의 세속 합창곡이 번성하였으나, 그와 동시에 오르간이나 류트 등의 기악음악도 놀라운 발전을 하였다. 이 기악은 바로크 이후의 음악에서 중심적인 위치를 차지하게 된다. 16세기 말에는 각종 극음악이 시도되었는데, 이들은 17세기 바로크 음악의 성립과 발전에도 결정적인 역할을 하게 되었다. 플랑드르와 이탈리아의 르네상스 음악의 영향 아래 유럽의 다른 여러 나라의 음악도 각각 독자적인 발전을 보였다. 일반적으로 말하여 르네상스 음악은 플랑드르 악파의 폴리포니에서 볼 수 있는 북방적이며 고딕적인 요소와 이탈리아의 마드리갈 등에서 볼 수 있는 남방적·라틴적 요소와의 결합에서 성숙하였다고 할 수 있다.

## 마드리갈
마드리갈(madrigal)은 이탈리아에서 일어난 다성가곡의 형식이며, 원래는 목가적 서정시(牧歌的抒情詩)인 마드리갈레를 그 가사로 하고 있다. 이처럼 마드리갈레를 가사로 하는 음악은 14세기 중엽에 생겼으나 곧 쇠퇴하였고, 16세기에는 이와 관계없이 이탈리아 각지의 궁정을 중심으로 유행했던 세속적 가곡형식과 페트라르카 등의 서정시에서 자극을 받아 플랑드르 악파의 폴리포닉한 작곡 기법을 채택한 새로운 마드리갈이 생겨났다. 이는 르네상스 정신으로 충만한 것이며, 귀족사회에 적합한 세련된 것이었다.
처음에는 3성 내지 4성의 것이 많았고, 차차 5성부가 중심이 되어 처음에는 부분적이었던 모방의 수법이 많이 쓰였다. 또 가사의 내용을 특정음형이나 화성진행을 사용하여 표현하게 되었고, 반음계법을 사용하여 화성효과도 보다 풍부하게 되었다. 이러한 경향은 16세기 말부터 17세기 초에 걸쳐 한층 강조되었으며, 가사의 극적인 표현을 추구하여 마침내는 새로운 양식으로 이끌어갔다. 이탈리아의 마드리갈은 루카 마렌치오(Luca Marenzio, 1560-1599)가 완성하였다. 그는 몬테베르디를 비롯하여 영국, 독일에도 큰 영향을 주었다.

## 근대적인 음계
중세의 음계는 8개의 교회선법을 전적으로 사용했었으나 세속음악이 번성해짐에 따라 현재의 장음계와 단음계를 닮은 음계가 애호되는 경향을 띠기 시작했다. 이러한 풍조는 플랑드르 악파의 후반경부터 16세기의 음악에서도 더욱 뚜렷하게 볼 수 있어 이와 같은 실정 아래 스위스의 음악이론가인 글라레아누스(H. Glareanus, 1488-1563)는 그의 저서 <12음계론>(1547)에서 새로운 이오니아 정격(正格, 다에서 다까지의 음계)과 그 변격(變格), 에올리아 정격(가부터 가까지)과 그 변격의 4개 선법을 인정하여 모두 12개 선법을 주장하였다. 이 새로운 선법은 장·단조로 전화(轉化)함으로써 옛날부터의 모든 선법을 차차 소외시켜 마침내는 지배적인 지위를 확립하기에 이르렀다.

## 16세기 초기의 대가들
16세기의 전반, 르네상스 음악의 작곡가 가운데에서 첫째로 꼽을 수 있는 사람은 빌라르트(A. Willaert, 1480/90-1562)이다. 그는 플랑드르 출신이나 1527년 베네치아 산마르코 대성당의 악장이 되었다. 여기서 미사, 모테토 등의 교회작품을 비롯하여 마드리갈이나 기악곡을 썼으며, 또 많은 우수한 음악가들을 육성하여 이른바 베네치아 악파의 개조(開祖)가 되었다. 그는 플랑드르 악파의 성악 폴리포니의 기술에 숙달했으나, 베네치아의 인상적인 회화적 풍경에 영향받아 그 정교한 대위법적 수법은 점차 간소화되고 풍부한 색채효과와 폭넓은 음의 울림, 음빛깔의 눈부신 대비(對比)를 지닌 음악을 창조해냈다. 특히 2개의 코러스가 대화조로 번갈아 노래 부르고, 끝에 가서는 한데 어울려 클라이맥스에 이르는 현란한 2중합창의 양식을 처음으로 만들었다. 그리고 기악곡에서도 그가 창시한 리체르카레는 특히 주목된다.
그 시대의 음악가로는 플랑드르 출신인 베르데로(?-1550), 알카데르토(1505-1567), 이탈리아 사람인 페스타(1480경-1545) 등이 있다.

## 리체르카레
리체르카레(ricercare)는 '탐구한다'는 뜻의 이탈리아어에서 유래되며, 16-17세기의 많은 기악곡에 사용된 이름이다. 그 중에서도 가장 중요한 것은 모방적 리체르카레이다. 이것은 성악 모테토의 양식을 기악에 적용함으로써 시작되었는데, 그 중요한 특징은 모테토와 마찬가지로 여러 개의 주제를 모방적으로 다루고 있다. 여기에는 기악합주용의 것과 오르간용의 것이 있었으나, 후자가 발달하여 점차 푸가로 이행하였다.

## 베네치아 악파
16세기의 르네상스 음악은 이탈리아의 베네치아와 로마를 중심으로 발달하였으나 그 발달양식은 각각 달랐다. 로마가 15세기 이후 성악 폴리포니의 완성에 전념하여 교회음악을 현저히 발달시켰음에 대해, 베네치아는 17세기의 바로크 음악으로 이끄는 그 당시의 가장 진보적인 경향을 대표하고 있었다. 특히 주목되는 것은 반음계법의 자유로운 사용, 독립된 기악곡 형식의 확립, 화려한 2중합창의 활용 등이라 하겠다.
빌라르트가 베네치아 악파의 기초를 확립한 뒤 그의 제자 안드레아 가브리엘리(Andrea Gabrieli, 1510-1568)가 그 뒤를 이어 마드리갈이나 교회음악, 기악곡 등을 작곡하였는데 그 중에서도 2중합창곡은 그의 스승인 빌라르트에게서는 볼 수 없었던 다양하고 색채가 풍부한 음의 강도와 빛깔을 볼 수 있다. 안드레아의 조카 지오반니 가브리엘리(Giovanni Gabrieli, 1557-1612)는 작곡가인 동시에 우수한 오르간 주자이기도 하였다. 그는 백부가 개척한 길을 더욱 발전시켜 베네치아 악파를 정상에 올려놓았다. 특히 기악의 분야에서 오르간을 위한 리체르카레, 판타지아, 칸초네 등을 발전시켰다.
빌라르는 당시 성 마가 성당의 십자가 모양의 예배당에 두대에 나누어진 오르간과 나누어진 성가대석을 통해 스테레오적인 음악 효과를 만들어냈다.
그는 복합창 양식 ( cori spezzatti) 을 효과적으로 사용했다. 이는 나누어진 성가대가 서로 교창을 주고받다가 마지막엔 합창으로 클라이막스를 만드는 기법이다.
G . 가브리엘리에 이르러 베네치아악파는 정점에 이르며 그는 성부수를 20성부까지 늘이기도 하며 음악을 풍성하게 한다. 또한 기악의 역할을 증대시키며 트럼본,코르넷과같은 악기를 삽입하며 반주만하던 기악은 간주의 역할도 담당하며 성악과 대조를 이룬다. 그의 “ O Domine Jesu Christe”는 그의 후기 성향을 잘 보여주며 “In ecclesiis”는 커진 기악의 역할을 잘 보여주는 곡이다.
그 밖에도 베네치아 악파의 중요한 작곡가로는 메를로(1533-1604), 음악이론가인 차를리노(1517-1590)가 있다. 차를리노는 장3화음, 단3화음을 화성의 기초로 확립시켜 화성학의 아버지라 불리게 되었다.

## 판타지아
엄격한 대위법과 리체르카레를 악기(처음에는 류트)의 특성을 모아서 자유롭게 변형한 것이다. 따라서 근대적인 의미에서의 환상적인 기분은 없다. 건반악기용의 판타지아는 16세기 말부터 17세기 초에 영국의 버지널리스트에게 영향을 주었다. 안드레아 가브리엘리에게 배운 플랑드르의 스벨링크(1562-1621)는 오르간이나 클라비어의 연주 및 작곡, 특히 이 판타지아 등의 작품을 통하여 후세에 큰 영향을 남겼다. 또 프랑스의 샹송을 기악용으로 편곡을 한 '프랑스풍의 칸초네'가 널리 애호되었는데, 이러한 종류의 기악형식은 17세기의 소나타나 푸가로 발전함에 있어 중요한 출발점이 되었다.

## 팔레스트리나

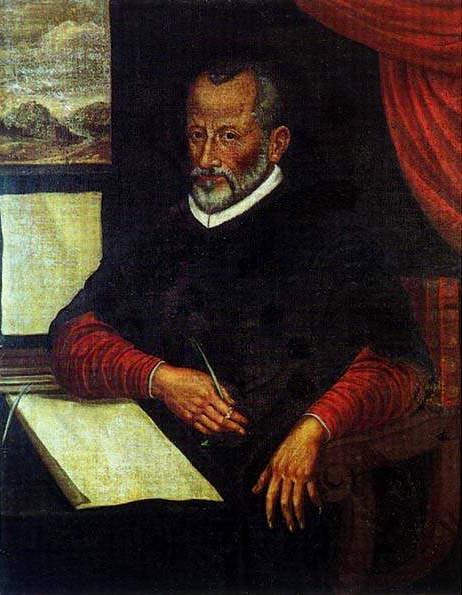
조반니 피에를루이지 다 팔레스트리나

조반니 피에를루이지 다 팔레스트리나(Giovanni Pierluigi de Palestrina, 1525년경-1594년)는 평생을 두고 그 예술적인 일생을 로마 가톨릭교회에서 봉사하였으며 100여 곡의 미사곡, 200에 가까운 모테토를 써서 16세기 최고의 교회음악 작곡가가 되었다. 음악의 특징은 플랑드르의 엄격한 대위법적 기교와 이탈리아의 우아한 가락, 그리고 색채와 조화의 감각을 교묘하게 연결한 점에 있다. 오늘날까지 팔레스트리나 음악은 참된 기독교적 정신이 가장 깊고 설득력이 풍부한 표현으로서 높이 평가되고 있다. 복잡한 기교를 지닌 고딕적 폴리포니에서, 가로의 움직임에 관심을 두는 보다 간단한 호모포니로 옮아가는 그 당시의 경향에 따라 팔레스트리나도 점차 1음표 대 1음표라는 호모포닉한 화성구조를 취하고 있다. 그러나 그 바닥을 항상 다성적인 것에 두고 있어 베네치아 악파에서 볼 수 있는 극적인 표현을 목표로 한 반음계적 진행이나 안어울림음 등은 되도록 피하고, 보다 자연스런 음의 움직임과 전체 음의 경쾌한 울림을 존중하였다. 이상과 같이 그의 음악은 새로운 표현이나 양식을 개척함이 없이 성악적인 폴리포니의 전통을 지켜 순수하고 숭고한 종교적 기분에 넘쳐 있다고 할 수 있다.

### 팔레스트리나 양식
그는 반종교개혁의 정신에 자신을 아주 잘 조화시켜서 교회의 요구에 부합되는 교회음악들을 작곡했다. 그의 음악은 절제와 평온함으로 영적인 음악에의 강조를 잘 반영하고 있어, 몇 세기 동안 교회는 그의 미사곡들이 평온함과 속세를 초월한 분위기가 있다고 하여 교회 음악의 모델로 간주했다. 그의 음악은 평온함은 음정의 큰 도약이 최소한 사용되는 부드러운 곡선의 선율, 불협화음의 절제된 사용, 세심한 가사 붙이기 등에 기인하였다. 특히 그의 미사는 대부분 성가 선율을 사용하였다. 그러나 당시의 작곡기법을 모두 사용하여 여러 유형의 미사를 작곡하였다. 현존하는 그의 미사 중 모테트를 인용하여 작곡한 패러디미사가 53개인데 이 모테트들은 대부분 성가에 기초한 것들이다. 또한 성가나 세속선율을 변형하여 사용한 변용미사도 35개 있으며 그 중 11개는 그레고리오 성가가 아닌 다른 평성가를 변용한 것이다. 그의 7개의 정선율미사는 세속선율을 사용한 미사<무장한 남자>와 6음음계를 사용한 미사<웃레미파솔라>를 제외하고는 모두 그레고리오 성가를 정선율로 사용하였다. 또한 미사<카논>과 같이 카논 기법을 사용한 미사가 5개이고, 미사<마르첼라우스 교황님>과 같이 자유롭게 작곡된 것도 6곡 있다. 팔레스트리나 모테트는 음악적으로 아주 훌륭하며 다양한 기법과 감정의 변화를 잘 보여준다. 400여개의 모테트 중 2/3정도가 4-5성부이고 나머지 곡들은 8-12성부이다. 가사는 대부분 안티폰 또는 응답성가(Responsorium)에 기초하였으나 선율은 거의 그가 작곡했으며 카논과 같은 인위적인 기법에 의해 곡을 구성하지도 않았다. 그의 곡들은 순수한 음악적 설계에 의하거나 가사의 내용에 따라 자유롭게 작곡되었기 때문에 대부분 모방대위적인 기법을 사용했다는 것 이상의 공통성은 찾아볼 수 없이 그 형태가 매우 다양하다. 그의 4성 모테트는 전통적인 성부진행과 음정구조, 서로 잘 융합되는 성부, 그리고 세심하게 억제된 불협화음 등 르네상스 다성음악의 표본이다.
팔레스트리나 양식은 네덜란드 다성음악 전통을 더욱 세련되게 만든 양식이다. 그와 그의 제자들 음악은 17세기부터 19세기까지 유럽의 많은 사람들에게 성스러운 음악으로 느껴지는 구양식(stile antico)의 표본으로 많은 종교음악 작곡가들의 모방대상이 되었고 가톨릭적 음악의 이상을 구현한 것으로 간주된다.

## 라소
라소(Orlando di Lasso, 1532년경-1594년)는 팔레스트리나와 함께 16세기 르네상스 음악의 최대 거장이다. 라소는 플랑드르 출신이나 1556년 이후 뮌헨에서 활약하였으며, 드물게 보는 정력과 다능다재(多能多才)한 재질로 2천을 넘는 종교곡과 세속곡을 썼다. 그 가운데서도 모테토는 가사의 정확한 표현과 깊은 내면성 등으로 역사상 가장 뛰어난 곡이다. 세속곡에서는 독일어의 리트, 프랑스어의 샹송, 이탈리아어의 마드리갈 등과 각국어로 된 작품을 써서 국제적 작품을 나타냄과 동시에 플랑드르 악파의 폴리포니 기법을 기초로 하여 음악과 언어의 밀접한 결부와 극적인 표현력, 색채적인 하모니 용법 등으로 전인미답의 경지를 개척하고, 다음의 바로크 음악을 예고하였다. 그의 문하에서는 새로운 음악의 개척자들이 나타났으며, 특히 베네치아 악파의 조반니 가브리엘에 대한 영향은 크다.

## 독일의 다성가곡
르네상스 음악이 플랑드르 및 이탈리아를 중심으로 발전하고 있는 동안, 독일에서는 그 때까지 민중 사이에서 싹트고 있던 민요를 토대로 하여 플랑드르풍의 대위법적 수법으로 쓰인 다성가곡이 16세기 전반에는 당시의 독일에서 가장 기교적으로 높은 음악작품이 되었다. 독일의 다성가곡은 이탈리아의 마드리갈처럼 세련되고 매력적인 우아함이나 프랑스의 샹송 같은 기지의 빛남은 없으나, 그 후 오래도록 독일 음악의 특색이 되었던 독일적인 감정인 '감상(感傷)과 동경'을 성실하고 소박하게 표현하고 있다. 이와 같은 독일 가곡은 모두 민요의 편곡이라고 할 수 있는 것으로, 작곡가의 수완은 대개의 경우 흔히 알려진 멜로디에 대위적인 멜로디를 더하는 기교 속에서 발휘되었다. 그리고 그 스타일의 특징은 매우 자유로운 리듬에 있다고 하겠다. 특히 우수한 작곡가로는 핑크(1445-1527)를 비롯하여 궁정 오르가니스트이기도 했던 호프하이머(1459-1537), 이자크의 제자로 그 뒤를 계승한 젠플(1490경-1543) 등이 있다.

## 프로테스탄트 교회의 음악
교회의 다성가곡이 르네상스 음악의 다른 여러 나라, 즉 플랑드르나 이탈리아, 영국, 프랑스 등의 음악에 필적할 위치를 이룩했을 무렵, 마틴 루터(Martin Luther, 1483-1546)가 1517년에 종교개혁의 봉화를 올렸다. 그 결과 새로 일어난 교회를 위해 루터는 새로운 교회의 찬송가를 필요로 했다. 그것은 교회에 모이는 신자들이 직접 신에게 기도하며 신을 찬미한다는 목적에서 그때까지 쓰였던 라틴어 대신에 독일어의 가사와 단순하고 노래부르기 쉬운 멜로디로 된 것이었다. 그리고 문학이나 음악의 소양이 많았던 루터 자신도 당시의 우수한 작곡가들의 협력을 얻어 새로운 프로테스탄트의 코랄을 탄생시켰다.

### 코랄
프로테스탄트의 코랄은 독일 국민의 기질과 프로테스탄트 교회의 종교적 내용에 적응한 새로운 독일의 종교가이다. 그 가사와 멜로디는 세 종류로 나눌 수 있다. 하나는 전적으로 새로운 가사와 멜로디로서, 그 가운데에는 루터 자신의 작품도 있다. 둘째는 가톨릭성가의 편곡, 셋째는 종교적·세속적 민요의 멜로디와 가사를 개정한 것이다. 이와 같이 하여 새로운 목적에 맞도록 개편된 코랄의 가락은 단순하고 명쾌하여 힘찬 리듬을 지니게 되었다. 처음에는 홀가락의 형태로 쓰여 회중은 그것을 유니즌으로 불렀으나, 이 코랄의 멜로디를 테너에 두고 플랑드르 악파의 모테토 양식으로 만들어진 성가 내용의 다성 코랄을 보다 부르기 쉽게 하기 위하여 코랄의 멜로디를 소프라노에 두고 타성부(他聲部)가 여기에 단순한 형으로 화성을 곁들이도록 하였다. 이러한 코랄의 작곡가로는 루터의 친구이며 협력자였던 요한 발터(1496-1570)와 오지안더(1534-1604), 하슬러(1564-1612) 등을 들 수 있다. 프로테스탄트의 코랄은 고도의 예술적 작품의 기초로 쓰여졌다. 이런 것을 코랄편곡이라 하며, 그 발전에 공헌한 미햐엘 프레토리우스(1571-1621)에서 바흐에 이르기까지 독일 프로테스탄트 음악의 영광은 코랄 없이는 생각할 수 없다.

## 영국 음악
16세기의 영국은 엘리자베스 1세의 황금시대였으며, 문학으로는 셰익스피어가 불멸의 걸작을 낳은 시대이기도 했다. 이 시대의 음악은 기악이나 성악에도 우수한 작품이 많았다. 영국의 교회음악에 공헌한 작곡가로는 타이(Tye, 1500-1573) 및 탈리스(Tallis, 1505경-1585) 등이 있는데 그 작풍은 간결하고 명쾌하였다. 탈리스는 특히 대위법의 기교에 우수하였다. 엘리자베스 왕조 때 최대의 작곡가였던 버드(W. Byrd, 1542경-1623)는 교회음악을 비롯하여 세속적 합창곡, 비올을 위한 실내악, 건반악기 음악 등 당시 유행했던 모든 작곡 분야에서 활약했으며, 그 모든 것에 탁월한 기교를 발휘함과 동시에 스스로 개척한 형식과 스타일을 다음 세대에 전하였다. 종교적·세속적 합창곡으로는 영어가 지닌 독특한 리듬감을 살린 뛰어난 대위법의 기교를 나타내어, 영국 마드리갈의 개척자가 되었다. 그러나 역사상 가장 중요한 것으로는 건반악기 분야에서의 공헌을 들 수 있겠다. 그 부분은 버지널을 위해 만들어진 것이다. 버지널은 건반이 달린 옛 발현악기(撥絃樂器)이며, 그 무렵에 영국에서 유행한 쳄발로(하프시코드)의 일종이다. 16세기 말엽부터 17세기 초에 걸쳐 버드를 비롯해서 이 악기를 위하여 음악을 쓴 작곡가들을 버지널리스트라 했으며, 그들의 대표작품은 <파르테니아(Parthenia, 1610)>나 <피츠윌리엄 버지널의 책(Fitzwilliam Virginal Book, 1625년경)> 등의 곡집에 수록되어 있으며, 그것들은 춤곡, 변주곡, 프렐류드, 판타지아 등이다.

## 바이올린족 악기의 발달
바이올린족의 선행악기인 비올족이 15세기의 후반, 류트 등과 함께 궁정기악 합주의 중심이 될 무렵에 이탈리아에서는 상업자본주의의 발전에 따라 베네치아 극장이 건립되어 오페라와 기악합주가 시민에게 개방되었다. 그러나 넓은 극장을 위하여 필요한 음량과 새로운 형식의 음악이 요구하는 표현을 지금까지의 비올족으로는 충족시킬 수가 없었다. 이러한 상황 아래 비올족에서 바이올린족이 급속히 발전하기 시작하였다. 그러나 최초의 바이올린은 16세기의 30-40년대에서 그 기원을 찾아볼 수 있다. 그 후 바이올린족은 비올족과 1세기 이상을 두고 그 세력 다툼을 하면서 비올족에 영향을 주는 가운데 1705년까지의 사이에 바이올린족이 완성되었다. 이 완성에는 크레모나의 위대한 제작자 아마티 일가(Amati, 1535-1684까지)를 비롯하여, 대대의 명가(名家)인 구아르네리(Guarneri), 스트라디바리(Stradivari) 등의 명장(名匠)을 중심으로 수많은 제작자들이 참여하였다. 그리하여 여러 가지 뛰어난 작품을 완성하여 후세에 남겼다.

## 같이 보기
- 음악의 역사
- 프랑스 르네상스

## 참고 문헌
- 이 문서에는 다음커뮤니케이션(현 카카오)에서 GFDL 또는 CC-SA 라이선스로 배포한 글로벌 세계대백과사전의 내용을 기초로 작성된 글이 포함되어 있습니다.